# Soligny-les-Étangs
 Soligny-les-Étangs  es una población y comuna francesa, en la región de Champaña-Ardenas, departamento de Aube, en el distrito de Nogent-sur-Seine y cantón de Nogent-sur-Seine.
Se encuentra en la región centro de Francia a unos 100 kilómetros al sureste de París.

## Demografía
| 232 | 196 | 151 | 133 | 146 | 180 |
| Para los censos de 1962 a 1999 la población legal corresponde a la población sin duplicidades (Fuente: INSEE [Consultar]) |     |     |     |     |     |